# Eva Donaldson
Pour les articles homonymes, voir Donaldson.
Pas d'image ? Cliquez ici

a Compétitions nationales et continentales officielles uniquement.

b Matchs officiels uniquement.
Dernière mise à jour le 26 juillet 2025.
Eva Donaldson, née le 10 juillet 2001 à Stirling (Écosse), est une joueuse internationale écossaise de rugby à XV, évoluant aux postes de deuxième ligne ou troisième ligne. Elle joue en Angleterre, aux Sale Sharks.

## Biographie
Eva Donaldson commence la pratique du rugby à XV à 15 ans, au Stirling County RFC.
Elle joue ensuite avec l'université d'Édimbourg, où elle étudie le management du sport. Elle obtient sa première sélection avec l'Écosse contre la Colombie à Dubaï en 2022, lors des qualifications pour la Coupe du monde. Elle ne fait toutefois pas partie du groupe qui part en Nouvelle-Zélande.
En 2023, elle dispute son premier Tournoi des Six nations : elle joue les cinq matchs en sortie de banc.[réf. nécessaire] Au terme de la saison, elle rejoint le club anglais des Leicester Tigers.
À l'automne 2023, elle remporte la première édition du WXV 2 avec l'équipe d'Écosse, organisée en Afrique du Sud,. Durant le Tournoi des Six Nations 2024, elle est titulaire pour la première fois en équipe nationale, face à l'Italie.
En 2024-2025, elle est à nouveau sélectionnée pour le WXV, dont elle joue deux rencontres. Mais elle n'est pas retenue pour le Six Nations, victime de la concurrence d'Adelle Ferrie, Becky Boyd et Hollie Cunningham. À la fin de la saison, elle signe un contrat de deux ans avec les Sale Sharks.

## Palmarès

### En universitaire
- Vainqueur du Championnat universitaire du Royaume-Uni en 2020[1].

### En équipe nationale
- Vainqueur du WXV 2 en 2023 avec l'équipe d'Écosse.